# Cayennia rufitinctalis
Cayennia rufitinctalis är en fjärilsart som beskrevs av George Francis Hampson 1930. Cayennia rufitinctalis ingår i släktet Cayennia och familjen mott. Inga underarter finns listade i Catalogue of Life.